# Liste deutschsprachiger Schriftsteller/D

## Da
- Gerhard Dabel (1916–1984)
- Margrit von Dach (1946)
- Simon Dach (1605–1659)
- Adelheid Dahimène (1956–2010)
- Edwin Wolfram Dahl (1928–2015)
- Ernst Dahlmann, eigentlich Emma Flügel (1852–?)
- Gertrud Dahlmann-Stolzenbach (1909–1988)
- Daniela Dahn (1949)
- Felix Dahn (1834–1912)
- Hans Daiber (1927–2013)
- Gerhard Dallmann (1926–2022)
- Jonas-Philipp Dallmann (1969)
- Mischa Damjan (1914–1998)
- Antje Damm (1965)
- Hasso Damm (1928–2020)
- Sigrid Damm (1940)
- Martin Damß (1910–1962)
- Utta Danella (1920–2015)
- Enrico Danieli (1952)
- Erich von Däniken (1935)
- Heinrich Danioth (1896–1953)
- Sophie Dannenberg (1971)
- Franziska Dannheim (1970)
- Carl Dantz (1884–1967)
- Daniela Danz (1976)
- Clark Darlton, eigentlich Walter Ernsting (1920–2005)
- Helge Darnstädt (1925–2009)
- Nelly Däs (1930–2021)
- Dietmar Dath (1970)
- Theodor Däubler (1876–1934)
- Erich Dauenhauer (1935–2018)
- Rudolf H. Daumann (1896–1957)
- Georg Friedrich Daumer (1800–1875)
- Elisabeth Dauthendey (1854–1943)
- Max Dauthendey (1867–1918)
- Jakob Julius David (1859–1906)
- Kurt David (1924–1994)
- Wolfgang David (1948)
- Henriette Davidis (1801–1876)
- Hendrik Davids (1953–2024)

## De – Dh
- Martin R. Dean (1955)
- Ernst Decker (1902–?)
- Jan Decker (1977)
- Karl von Decker (1784–1844)
- Ernst Décsey (1870–1941)
- Karl Dedecius (1921–2016)
- Friedrich Dedekind (1524–1598)
- Eugen Hermann von Dedenroth (1829–1887)
- Michael Degen (1928–2022)
- Franz Josef Degenhardt (1931–2011)
- Marc Degens (1971)
- Helmut Degner (1929–1996)
- Hermann Degner (1921–2004)
- Paula Dehmel (1862–1918)
- Richard Dehmel (1863–1920)
- Walter Dehmel (1903–1960)
- Wolfgang Deichsel (1939–2011)
- Günther Deicke (1922–2006)
- Heinrich Deiters (1882–1971)
- Wilhelm Deinert (1933–2012)
- Johann Ludwig Deinhardstein (1794–1859)
- Hans Deißinger (1890–1986)
- Sabine Deitmer (1947–2020)
- Anton Dekan (1948)
- Eberhardt del’Antonio (1926–1997)
- Joachim von Delbrück (1886–1951)
- Friedrich Christian Delius (1943–2022)
- Ewald von Demandowsky (1906–1946)
- Salamon Dembitzer (1888–1964)
- Renan Demirkan (1955)
- Eva Demski (1944)
- Volker Demuth (1961)
- Christiane Dénes (1951)
- Michael Denis (1729–1800)
- Friedrich Denk (1942)
- Christa Dericum (1932–2014)
- Ludwig Derleth (1870–1948)
- Friedrich Dernburg (1833–1911)
- Christoph Friedrich von Derschau (1714–1799)
- Ida Maria Deschmann (1886–1976)
- Karlheinz Deschner (1924–2014)
- Sophie Dethleffs (1809–1864)
- Johann Hermann Detmold (1807–1856)
- Werner Deubel (1894–1949)
- Erni Deutsch-Einöder (1917–1997)
- Inge Deutschkron (1922–2022)
- Otto Devrient (1838–1894)
- Ernst D’ham (1887–1977)

## Di – Dj
- Barbara Dieck (1951)
- Christoph Dieckmann (1956)
- Dorothea Dieckmann (1957)
- Friedrich Dieckmann (1937)
- Guido Dieckmann (1969)
- Franz Diederich (1865–1921)
- Georg Christian Diefenbach (1822–1901)
- Lorenz Diefenbach (1806–1883)
- Ramona Diefenbach
- Ludwig Diehl (1866–1947)
- Armin Diem (1903–1951)
- Ulrike M. Dierkes (1957)
- Marie Diers (1867–1949)
- Wilhelm Diess (1884–1957)
- Hildegard Diessel (1918–1971)
- Dietmar von Aist (1140–1171)
- Fritz Georg Dietrich (1870–1938)
- Fritz Diettrich (1902–1964)
- Curt Reinhard Dietz (1896–1949)
- Rudolf Dietz (1863–1942)
- Anton Dietzenschmidt (1893–1955)
- Walter Matthias Diggelmann (1927–1979)
- Lutz van Dijk (1955)
- Johann Michael Dilherr (1604–1669)
- Liesbet Dill (1877–1962)
- Julian Dillier (1922–2001)
- Emmy von Dincklage (1825–1891)
- Franz von Dingelstedt (1814–1881)
- Senta Dinglreiter (1893–1969)
- Fritz H. Dinkelmann (1950)
- Artur Dinter (1876–1948)
- Hans Diplich (1909–1990)
- Liane Dirks (1955)
- Esther Dischereit (1952)
- Gisela Dischner (1939)
- Doris Distelmaier-Haas (1943)
- Hugo Dittberner (1944)
- Hans Dittmer (1893–1959)
- Hans Otfried Dittmer (1952–2018)
- Boris Djacenko (1917–1975)
- Nassir Djafari (1952)

## Do
- Rolf Dobelli (1966)
- Kurt Karl Doberer (1904–1993)
- C. Doberman, eigentlich Carla-Ingrid Hahn-Doberman (1928–2008)
- Alfred Döblin (1878–1957)
- Heimito von Doderer (1896–1966)
- Bernhard Doerdelmann (1930–1988)
- Emil Doernenburg (1880–1935)
- Reinhard Döhl (1934–2004)
- Carl Friedrich Döhnel (1772–1853)
- Ernst Dohm, eigentlich Elias Levy (1819–1883)
- Hedwig Dohm (1831–1919)
- Norbert Dolezich (1906–1996)
- Karl Domanig (1851–1913)
- Walther Domansky (1860–1936)
- Róža Domašcyna (1951)
- Erich Dombrowski al. Johannes Fischart (1882–1972)
- Ernst von Dombrowski (1862–1917)
- Ernst von Dombrowski (1896–1985)
- Alfred Domes (1901–1984)
- Hilde Domin, eigentlich Hilde Palm (1909–2006)
- Hans Dominik (1872–1945)
- Heinrich Dominik (1882–1974)
- Wilhelm Doms (1868–1957)
- Michael Donhauser (1956)
- Friedrich Dönhoff (1967)
- Marion Gräfin Dönhoff (1909–2002)
- Ludwig Donin (1810–1876)
- Ulrich Dopatka (1951)
- Brigitte Doppagne (1961)
- Milo Dor, eigentlich Milutin Doroslovac (1923–2005)
- Anton Dörfler (1890–1981)
- Peter Dörfler (1878–1955)
- Gregor Dorfmeister, bekannt als Manfred Gregor (1929–2018)
- Bianca Döring (1957)
- Frieder Döring (1942)
- Felix Dörmann, eigentlich Felix Biedermann (1870–1928)
- Anne Dorn (1925–2017)
- Käthe Dorn (1866–?)
- Katrin Dorn (1963)
- Thea Dorn, eigentlich Christiane Scherer (1970)
- Wilhelm Dorn (1893–1974)
- C. von Dornau (1866–1945)
- Kurt Dörnemann (1913–2009)
- Draginja Dorpat (1931)
- Doris Dörrie (1955)
- Tankred Dorst (1925–2017)
- Ralf H. Dorweiler (1973)
- Johannes Dose (1860–1933)
- Carl Dotter (1885–1954)
- Heike Doutiné (1945)
- Beatrice Dovsky (1866–1923)

## Dr
- Albert Drach (1902–1995)
- Ulrike Draesner (1962)
- Hedwig Dransfeld (1871–1925)
- Kurt Drawert (1956)
- Hellmut Draws-Tychsen (1904–1973)
- Jan Drees (1979)
- Willrath Dreesen (1878–1950)
- Elisabeth Dreisbach (1904–1996)
- Daniela Drescher (1966)
- Peter Drescher (1946–2021)
- Hermann Dreßler (1882–?)
- Leberecht Dreves (1816–1870)
- Ingeborg Drewitz (1923–1986)
- Manfred Drews (1935–2013)
- Ernst-Jürgen Dreyer (1934–2011)
- Max Dreyer (1862–1946)
- Burkhard Driest (1939–2020)
- Karl Friedrich Drollinger (1688–1742)
- Ernst Dronke (1822–1891)
- Fritz Droop (1875–1938)
- Otto Dross (1861–1916)
- Georg Droste (1866–1935)
- Wiglaf Droste (1961–2019)
- Annette von Droste-Hülshoff (1797–1848)
- Zoe Droysen (1884–1975)
- Georg Drozdowski (1899–1987)

## Du
- Richard Dübell (1962)
- Johann Friedrich Dücker (1826–1917)
- Tanja Dückers (1968)
- Anne Duden (1942)
- Slatan Dudow (1903–1963)
- John von Düffel (1966)
- Wolfgang Duffner (1937)
- Franz Dülberg (1873–1934)
- Albert Dulk (1819–1884)
- Eduard Duller (1809–1853)
- Markus Dullin (1964)
- Hans Heinz Dum (1906–1986)
- Julie Dungern (1822–1886)
- Dora Duncker (1855–1916)
- Kristina Dunker (1973)
- Anna Dünnebier (1944)
- Ilija Dürhammer (* 1969)
- Wolf Durian, eigentlich Wolfgang Bechtle (1892–1969)
- Friedrich Dürrenmatt (1921–1990)
- Werner Dürrson (1932–2008)
- Petra Durst-Benning (1965)
- Friedrich Düsel (1869–1945)
- Frieda Düsterbehn (1878–1954)
- M. Düsterbrock (1865–1947), eigentlich Luise Kaliebe
- Maria Dutli-Rutishauser (1903–1995)
- Adelheid Duvanel (1936–1996)
- Karen Duve (1961)

## Dw – Dz
- Jens-Fietje Dwars (1960)
- Edwin Erich Dwinger (1898–1981)
- Georg von Dyherrn (1848–1878)
- Benedikt Dyrlich (1950)
- Artur Dziuk (1983)